# Friedrich Engel (matemático)
Friedrich Engel (Lugau, 26 de dezembro de 1861 — Gießen, 29 de setembro de 1941) foi um matemático alemão.
Engel nasceu em Lugau, Reino da Saxônia, filho de um pastor luterano. Estudou na Universidade de Leipzig e na Universidade de Berlim, obtendo o doutorado na Universidade de Leipzig em 1883.
Foi aluno de Felix Klein em Leipzig, tendo colaborado a maior parte de sua vida com Sophus Lie. Trabalhou em Leipzig, Universidade de Greifswald e Universidade de Giessen.
Engel foi co-autor, com Sophus Lie, da obra em três volumes "Theory of transformation groups".